# M/S Granita

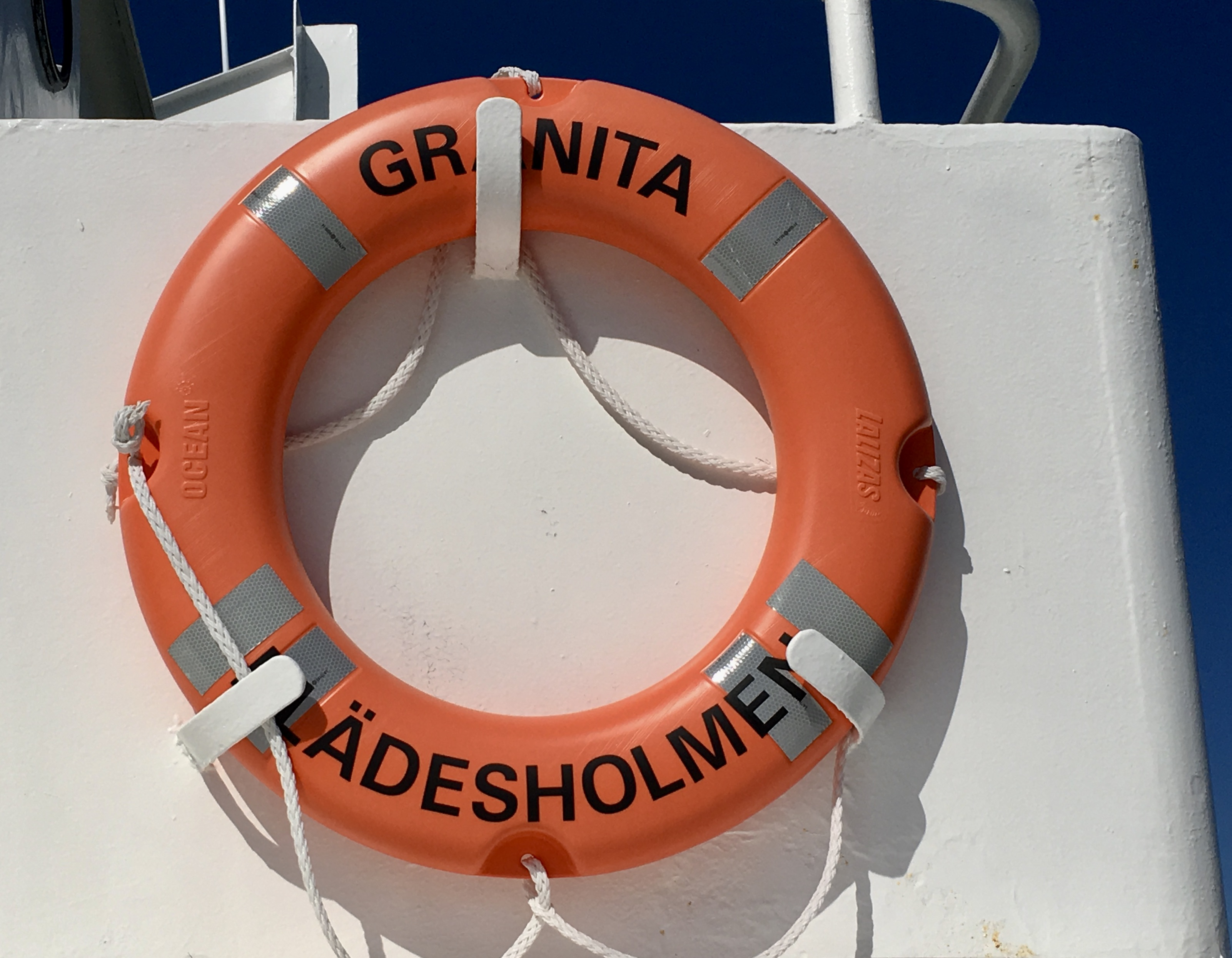
Frälsarkrans för M/S Granita med sin hemmahamn på Klädesholmen.

Farvatten runt Tjörn för M/S Granita.

M/S Granita, tidigare M/S Läskaren, är byggd 1950 på Västerviks Nya varv AB i Västervik och fick sin överbyggnad på AB Lidingöverken, Lidingö i Sverige. Fartyget ägs av rederiet Granita AB och har Klädesholmen på Tjörn, som sin hemmahamn. 
Under juni till i mitten av augusti går fartyget i linjetrafik mellan Stenungsund, Almön och Lilla Brattön. Från 2019 har rutten förkortats till Almön-Lilla Brattön tur och retur. Övrig tid under sommarhalvåret gör fartyget kryssningar i Bohusläns skärgård. Fartyget tar som mest 75 passagerare.

## Historik och beskrivning
Fartyget levererades 1950 till AB Stockholms Bryggerier i Stockholm. Hon var då transportfartyg för bryggeriet i Stockholms skärgård fram till 1965 tillsammans med systerfartygen M/S Gambrinus VI och M/S Svalkaren. Efter 14 år på denna trad såldes fartyget till Elve Karlsson. M/S Granita har sedan mitten av 1960-talet trafikerat Almön–Lilla Brattön–Stenungsund och omvänt. Skrovet är av stål och fartyget är sedan 1992 utrustat med en Volvo Penta TAMD 122-A. Fartyget har numera sin hemmahamn på Klädesholmen, Tjörn.
När fartyget sjösattes 1950 fick det namnet M/S Läskaren. Fartyget döptes 1965 om till M/S Granita II i samband med Elve Karlssons köp. Det fick sitt nuvarande namn M/S Granita vid bolagsbildningen 1987.
Natten till den 16 januari 1980 blev Almöbron påseglad av bulkfartyget Star Clipper. Delar av bron rasade ner över fartyget och ned i sundet mellan Almön och Källön. Vid fyratiden på morgonen blev skepparen på M/S Granita – Elve Karlsson – informerad om att olyckan hade inträffat. Han körde då genast fartyget från Klädesholmen till Almön och kunde redan vid sjutiden på morgonen påbörja transporten av passagerare in till Stenungsund.
Under sommarhalvåret har M/S Granita trafikerat rutten Almön–Lilla Brattön–Stenungsund och omvänt sedan 1964. Från sommaren 2019 har rutten förkortats till Almön-Lilla Brattön tur och retur. Under säsongen april–oktober bedrivs kryssningstrafik för utflykter och konferenser i Bohusläns skärgård.

## Kuriosa
En spegelvänd vinterbild av M/S Granita pryder skyddsomslaget på Ramona Franssons kriminalroman "Iskall hämnd", från 2006.